# Вихровский
Вихровский — посёлок в Пристенском районе Курской области России. Входит в состав Ярыгинского сельсовета.

## География
Посёлок находится в южной части Курской области, в лесостепной зоне, в пределах юго-западной части Среднерусской возвышенности, в лесостепной зоне, при железнодорожной линии Орёл — Белгород и автодороге 38Н-547, на расстоянии менее одного километра (по прямой) к югу от посёлка городского типа Пристень, административного центра района. Абсолютная высота — 239 метров над уровнем моря.
Климат
Климат характеризуется как умеренно континентальный. Среднегодовая температура составляет 5,3 °C. Средняя температура воздуха самого тёплого месяца (июля) — 18,7-20 °C (абсолютный максимум — 40 °C); самого холодного (января) — −18,6 — −18,2 °C (абсолютный минимум — −36 °C). Безморозный период длится около 151 дня в году. Среднегодовое количество атмосферных осадков составляет 533 мм. Снежный покров образуется в конце ноября и держится в течение 120—130 дней в году.
Часовой пояс
Посёлок Вихровский, как и вся Курская область, находится в часовой зоне МСК (московское время). Смещение применяемого времени относительно UTC составляет +3:00.

## Население
| 2002 | 2010 |
| ---- | ---- |
| 161  | ↘146 |

Половой состав
По данным Всероссийской переписи населения 2010 года в половой структуре населения женщины составляли 43,8 %,— соответственно 56,2 %.
Национальный состав
Согласно результатам переписи 2002 года, в национальной структуре населения русские составляли 88 % из 161 чел.